# Zygmunt Siedlecki (lekarz)
Zygmunt Siedlecki (ur. 23 sierpnia 1893 w Duksztach, zm. 6 kwietnia 1973 w Ciechocinku) – polski lekarz wojskowy, pułkownik Wojska Polskiego, lekarz Armii Krajowej, pseudonim konspiracyjny Rawicz.

## Życiorys
Ukończył w roku 1913 Pierwsze Gimnazjum Klasyczne w Wilnie, następnie w latach 1913–1916 studiował medycynę w Wojskowej Akademii Medycznej w Petersburgu, gdzie otrzymał stopień oficerski. W 1916 roku został skierowany jako młodszy lekarz do szpitali polowych. Początkowo w roku 1916 trafił do 49 Dywizji Piechoty, następnie zaś rok później do 2 Dywizji Grenadierów walczących na froncie rosyjsko-niemieckim pod Suroganiami i Nieświeżem. Jesienią 1918 powrócił do kraju i wstąpił do organizującego się Wojska Polskiego. W stopniu podporucznika służył kolejno jako lekarz w 50 Słuckim pułku piechoty w 1920 roku, następnie w 1921 roku pracował jako ordynator polowego szpitala nr 902 i starszy lekarz 22 pułku piechoty. Od września 1921 roku kontynuował także studia medyczne na Wydziale Lekarskim Uniwersytetu Warszawskiego i uzyskał dyplom doktora wszech nauk lekarskich 7 lutego 1925 roku. Następnie w marcu tegoż roku objął w stopniu porucznika stanowisko lekarza w 85 pułku piechoty w Nowej Wilejce pod Wilnem.
W sierpniu 1932 roku został tam starszym lekarzem i jednocześnie komendantem garnizonowej izby chorych. W 1926 roku pełnił przejściowo funkcję starszego lekarza w 19 pułku artylerii lekkiej. W styczniu 1927 awansował na kapitana, natomiast w styczniu 1934 na stopień majora. Także w 1934 roku ukończył kurs dla sztabowych w Centrum Wyszkolenia Sanitarnego w Warszawie oraz latach 1938–1939 dziesięciomiesięczny kurs w Wyższej Szkole Wojennej dla szefów sanitarnych Wielkich Jednostek, po którym został szefem sanitarnym 19 Dywizji Piechoty.
Podczas kampanii wrześniowej 1939 roku, pełniąc funkcję szefa służby sanitarnej Armii „Prusy”, zorganizował on w Tomaszowie Mazowieckim szpital polowy oraz ewakuację rannych do Warszawy. Dnia 3 września 1939 roku awansował na podpułkownika. Trzy dni później kierując ewakuacją rannych pod Piotrkowem Trybunalskim został ciężko ranny i dostał się do niewoli niemieckiej. Wywieziony w głąb Niemiec, przebywał w szpitalu dla jeńców wojennych w Langebilau – Oflag IX B w Weilburgu.
W dniu 28 czerwca 1940 roku, jako inwalida, otrzymał zezwolenie na osiedlenie się i wykonywanie praktyki lekarskiej w Warszawie. Podjął pracę w Szpitalu Ujazdowskim, gdzie został ordynatorem, a następnie starszym ordynatorem Oddziału Chorób Wewnętrznych. Od 1942 roku prowadził w nim, jako Klinice Propedeutycznej Chorób Wewnętrznych, nauczanie studentów medycyny tajnego Uniwersytetu Ziem Zachodnich i tajnego Uniwersytetu Warszawskiego.
Należał do Związku Walki Zbrojnej – Armii Krajowej (ZWZ–AK) i pełnił funkcję szefa służby zdrowia w dzielnicy Mokotów oraz kierownika szkolenia służby sanitarnej Kedywu - Kierownictwa Dywersji Komendy Głównej AK pod pseudonimem Rawicz.
Podczas powstania warszawskiego w 1944 roku był lekarzem punktu sanitarnego w fabryce Pfeifera na Powązkach, następnie kierownikiem Oddziału Wewnętrznego Szpitala Maltańskiego. Z tego szpitala po powstaniu warszawskim ewakuował część rannych i personelu do szpitala w obozie w Pruszkowie, w którym pełnił obowiązki lekarza, jak również w Szpitalu Zakaźnym nr 2 w Milanówku, którego był współorganizatorem.
Po wyparciu Niemców w styczniu 1945 roku przeniósł się do Radomia, gdzie pracował w tamtejszych placówkach leczniczych, m.in. był lekarzem cywilnym w komendzie Milicji Obywatelskiej. W styczniu 1946 powołany do Wojska Polskiego w stopniu podpułkownika i objął stanowisko komendanta Szpitala Garnizonowego początkowo w Radomiu, a od roku 1949 w Koszalinie.
W styczniu 1951 przeniesiony został do Ciechocinka, gdzie objął komendę Sanatorium Wojskowego i dowództwo garnizonu. W 1952 otrzymał awans na pułkownika. Dnia 14 lipca 1953 przeszedł w stan spoczynku, ale nadal pracował do śmierci w Ciechocinku jako kierownik Rejonowej Przychodni Lekarskiej i przez wiele lat jako ordynator Sanatorium Ministerstwa Spraw Wewnętrznych.
Zmarł 6 kwietnia 1973 w Ciechocinku i pochowany został na tamtejszym cmentarzu.

## Odznaczenia
- Krzyż Virtuti Militari V klasy (za kampanię wrześniową 1939)
- Medal Niepodległości
- Złoty Krzyż Zasługi
- Krzyż Partyzancki

## Życie prywatne
Był żonaty z Janiną Siedlecką (z domu Prawdzic-Arciszewską), żyjącą w latach 1901–1991, z wykształcenia historykiem.
Miał dwóch synów: Zbigniewa Siedleckiego (ur. 1925, zm. 1944), studenta medycyny, kaprala podchorążego AK (pseudonim Sadowski), który poległ w 1944 podczas działań dywersyjnych oraz Zygmunta Siedleckiego (ur. 1947), lekarza balneologa i reumatologa w Ciechocinku.